# آنتونیو ساباتو سینیور
آنتونیو ساباتو سینیور (ایتالیایی: Antonio Sabàto Sr.؛ زادهٔ ۲ آوریل ۱۹۴۳ – درگذشتهٔ ۶ ژانویهٔ ۲۰۲۱) بازیگر اهل ایتالیا بود. وی از سال ۱۹۶۶ میلادی تا ۲۰۰۶ مشغول فعالیت بوده‌است.
از فیلم‌هایی که وی در آن نقش داشته‌است، می‌توان به دوبار شلیک کن، به خانواده قربانیان اطلاع داده نخواهد شد، خاطرات یک اپراتور تلفن، باربارلا، فراتر از قانون، جایزه بزرگ، نبرد ربات‌ها، مردی با نگاه بسیار سرد و فرار از برانکس اشاره کرد.
ساباتو سینیور در ششم ژانویه ۲۰۲۱ بر اثر ابتلا به ویروس کرونا درگذشت.